# 朝日新聞社杯競輪祭
朝日新聞社杯競輪祭（あさひしんぶんしゃはいけいりんさい）は、1948年（昭和23年）11月20日に小倉競輪場（北九州メディアドーム）で競輪の初開催が行われたことを記念して行われる、競輪のGI競走である。競輪ファン・及びメディア（冠スポンサーである朝日新聞系列を除く）では「競輪祭」「小倉競輪祭」とも称される。11月下旬、この初開催日の11月20日に近い祝日である勤労感謝の日を含む6日間で施行される。

## 概要
本大会は、下記の歴史欄にもある経緯からGIII以上のグレードレースでは各競輪場の開設記念を除いて唯一、本大会のみ開催地が毎年固定されて行われている（他の競走は全て開催地持ち回り）。小倉以外の競輪場で代替開催されたこともない。
当年のKEIRINグランプリ出場権を賭けた、最後のGI競走であり、この大会の決勝終了をもってKEIRINグランプリ選考用の賞金ランキングが確定する。そのため、優勝によってこれまでの賞金に関係なくKEIRINグランプリの出場を決めるだけでなく、決勝の着順による賞金積み増しでのランキング逆転についても注目が集まる特徴を持つ。
小倉競輪場ではほぼ通年でナイター競走が実施されているが、場外発売においてはナイター競走の発売体制が全国的には不十分であることから、他のGI同様に昼間開催で行われてきた。
2018年度の第60回大会よりGI初のナイター競走とし、併せて6日間制と予選におけるポイント制の復活、前半3日間ではガールズケイリン（同年のガールズグランプリ出場選手を最終決定するためのシリーズを実施する改革が行われた。2023年よりこのガールズ開催はGI「競輪祭女子王座戦」として行われている）も同時に行われている。
4日目の特別優秀競走は「ダイヤモンドレース」の名称で実施されている。

### 賞金
以下は、決勝戦における各着順の賞金額。（　）内は副賞（1〜3着に授与）を含んだ金額。単位は万円。
| 大会   | 1着            | 2着            | 3着            | 4着     | 5着   | 6着 | 7着   | 8着   | 9着   |
| ------ | -------------- | -------------- | -------------- | ------- | ----- | --- | ----- | ----- | ----- |
| 第66回 | 4,700（4,790） | 2,372（2,412） | 1,550（1,574） | 1,131.6 | 905.3 | 742 | 618.4 | 577.6 | 548.7 |

## 歴史
1951年11月21日から26日にかけて、競輪発祥3周年を記念して、小倉競輪場で第1回「競輪祭」が開催された 。第1回の競輪祭を開催した当時は既に全国各地の競輪場でも同じく「競輪祭」のタイトルを用いた開催が行われていたが、小倉競輪場が競輪発祥の地である事を意識して、当時の通商産業省（通産省）が小倉以外の競輪場では「競輪祭」のタイトルを使わぬよう通達を出した。
競輪祭は「競輪発祥を記念するため、廉あるごとに小倉において実施する」という通産省通達の下に行われてきた経緯もあり、その後は第2回が同5周年の1953年に､第3回が同7周年の1955年に、第4回が同10周年の1958年に、第5回が同15周年の1963年に、その原則どおりに行われ、第5回までの間は『全国競輪祭』の名称で行われた。第6回（1964年）からは第1回小倉競輪の初日を中心にした日程で毎年開催されることとなり、併せて『競輪祭』の名称で毎年開催されるようになった。
かつては、デビュー3年未満の選手を対象とした「全日本新人王戦」と、「全日本競輪王戦」との別開催による2本立てトーナメントで行われ、第20回（1978年）までは、前半（前節）3日間が新人王戦、後半（後節）3日間が競輪王戦という日程を組んでいた。そのため、新人王戦の優勝者には競輪王戦への出場資格が与えられ、第5回（1963年）では高原永伍が新人王（当時は新鋭王戦）と競輪王とを連続優勝した例もあった。第21回（1979年）より、初日から4日目までは新人王戦と競輪王戦の番組を混在させる形を取ったことで、5日目・6日目は競輪王戦出場メンバーのみの戦いとなった。その後、KPK制度の導入により、1983年4月にS級が設けられて以降しばらくは新人王戦に出場できる選手はS級に限定されていたものの、後にS級への特別昇級条件が厳しくなったことから、A級選手も一部参加できる「S・Aトーナメント」化された。だが、現在の北九州メディアドームに移転した初年の第40回（1998年）で当時A級選手だった齋藤登志信が優勝したことで制度上の批判が上がったことや、翌年の第41回（1999年）より4日間開催に移行したことから、新人王戦は事前に選抜されたメンバー9人による最終日における1レース限りの単発競走となった。
2001年度からの競輪の番組制度改革でグレード制が導入されると同時に、1レース限りの新人王戦はヤンググランプリ（GII）に移行し競輪祭からは外されたことで、強力な若手の先行選手が新人王戦に出場するため競輪王戦において先行選手が少なくなるという状況は解消された。また、併せて競輪祭の開催時期が1月に変更（開催は2002年から）され、この開催時期の変更と同時に朝日新聞社から社杯が授与されるようになり、それに伴い第43回（2002年）より開催名称が競輪祭朝日新聞社杯争奪競輪王決定戦（GI）に変更された。
第46回（2005年1月）から第54回（2012年）までの開催では、選手とは別に、各競輪場で実況を担当するアナウンサーのファン投票も行われ、その上位4名が競輪祭の実況を1日ずつ担当するという試みがなされていた（ただし各日の前半レースは弥永正宏が担当する年もあった）。
2009年度より開催時期が再び11月に戻されることになったため、2009年は1月（2008年度扱い・第50回大会）と11月20日 - 11月23日（第51回大会）とで、2回開催された。また、大会の正式名称をその第51回大会より現在の名称に改称した。
第60回（2018年）からはナイター開催に移行し、第40回以来20年ぶりに6日間開催が復活した。出場正選手は従来通り108名とし、1日目～3日目は競輪祭としては8レースの実施で、残余4レースでガールズケイリンの開催を実施する形態となった。また一次予選においての特別選抜予選の廃止とガールズケイリンで採用されているポイント制を導入し、そのポイント獲得上位者が二次予選へ進出できるよう番組を変更した。

## 出場選手選抜方法
朝日新聞社杯競輪祭の出場選手は、各競輪場の記念競走の決勝で好成績を残した勝負強い選手が選抜される。毎回若干変更・修正されるものの、概ね以下の資格順位により正選手108名、補欠選手8名を選抜する。
- 選考期間…平均競走得点：当年3月〜8月（6ヶ月）・4日制GIII成績：前年9月〜当年8月（12ヶ月）、選考月…9月、最低出走回数…24出走（ただし変更になる可能性がある[注 4][注 5]）

1. S級S班在籍者
2. 過去3回以上優勝した者（開催時S級1班所属が条件）
3. サマーナイトフェスティバル決勝競走出走者
4. 選手選考対象期間において2か月以上JCFトラック種目強化指定（A）に所属した者（開催時S級1班所属が条件）
5. 4日制GIII決勝での1〜3位の回数上位者
1位の回数が同数の場合は2位の回数の多い選手を、2位の回数が同数の場合は3位の回数の多い選手を順次選抜
3位の回数が同数の場合は平均競走得点上位者を優先して選抜（3日制のGIIIでは出場権を得られない）
6. 残余がある場合は、平均競走得点上位者を順次選抜

補欠選手は正選手を除く選手のうち4日制GIIIの決勝での1〜3位の回数上位者からさらに順次選抜される。残余があれば、平均競走得点上位者からの選抜となる。

## 勝ち上がり方式
| 優秀   | 初日         | 2日目        | 3日目        | 4日目        | 5日目       | 最終日      |
| ------ | ------------ | ------------ | ------------ | ------------ | ----------- | ----------- |
| 優秀   |              | 一次予1（4） | 一次予2（8） | DMD（1）     | 準決勝（3） |             |
| 優秀   | 一次予1（8） |              | 一次予2（8） | 二次予A（3） |             | 0決勝（1）0 |
| 優秀   | 一次予1（8） | 一次予2（4） |              | 二次予B（3） |             |             |
| 敗者戦 | -            | -            | -            | （5）        | （9）       | （11）      |
|        |              |              |              |              |             |             |
| 女子   | 予選（4）    | 準決勝（2）  | 決勝（1）    |              |             |             |
| 女子   | 予選（4）    | 敗者戦（2）  | 敗者戦（3）  |              |             |             |

| ポイント | 1着 | 2着 | 3着 | 4着 | 5着 | 6着 | 7着 | 8着 | 9着 | 棄権 |
| -------- | --- | --- | --- | --- | --- | --- | --- | --- | --- | ---- |
| 一次予1  | 10  | 9   | 8   | 7   | 6   | 5   | 4   | 3   | 2   | 1    |
| 一次予2  | 13  | 11  | 9   | 7   | 6   | 5   | 4   | 3   | 2   | 1    |

正選手108名で実施される。
- 1 - 3日目

「一次予選」 各選手2回（1日目・2日目、1日目・3日目、2日目・3日目の3パターンのうちいずれか）出走し、合計ポイント1～9位が「ダイヤモンドレース」進出、10～36位が「二次予選A」進出、37～63位が「二次予選B」進出。獲得した合計ポイントが同一の場合は、選考順位上位の者が優先される（二次予選、準決勝も同様）。一次予選では現行のポイント制となってからはシードレースである特別選抜予選はなく、また一次予選が行われる3日目までは、欠場選手が発生した場合でも選手の補充は行わない。
- 4日目

「二次予選B」 各レース1～2着6名が「準決勝」進出。
「二次予選A」 各レース1～4着12名が「準決勝」進出。
「ダイヤモンドレース」 二次特別選抜予選。失格にならない限り、9名全員が「準決勝」進出。
- 5日目

「準決勝」 各レース1～3着9名が「決勝」進出。
- 6日目（最終日）

「決勝」
一次予選では特別選抜競走がないため、出場選手全員が同じ条件で開催を迎える。また強制帰郷はないため、失格・途中欠場がなければ全員最終日に出走できる。
参考までに、1999年度より2017年度の番組体系も以下に記す。

### 1999年度から2017年度の番組
| 初日〜4日目すべて12レース。 \| 優秀 \| 初日 \| 0002日目000 \| 0003日目000 \| 最終日 \| \| ------ \| ------------- \| ------------- \| ----------- \| ------------- \| \| 優秀 \| \| DMD（1） \| 準決勝（3） \| \| \| 優秀 \| 特選予選（3） \| 二次予選（6） \| \| 00決勝（1）00 \| \| 優秀 \| 一次予選（9） \| \| \| \| \| 敗者戦 \| 00-00 \| （5） \| （9） \| （11） \| - 初日 「一次予選」 合計9レース行われ、各レース1～4着36名が「二次予選」進出。 「特別選抜予選」 一次予選の後に合計3レース行われ、各レース1～3着9名は無条件で2日目の「ダイヤモンドレース」と、3日目の「準決勝」進出権利が同時に得られる。4～9着18名は「二次予選」進出。 - 2日目 「二次予選」 合計6レース行われ、各レース1～3着18名が「準決勝」進出。 「ダイヤモンドレース」 二次特別選抜予選として、最終レースに行われる。失格にならない限り、9名全員が「準決勝」進出。 - 3日目 「準決勝」 後半3レース。各レース1～3着9名が「決勝」進出。 - 4日目（最終日） 「決勝」 最終レース。上位3着は表彰式で表彰台に上がることができる。また、優勝者には優勝インタビューやウイニングランなどが執り行われる。 「特別優秀」 「決勝」前の合計2レース。「準決勝」各レース4～6着9名と、二次予選敗退選手による3日目「特選」各レース1～3着9名の18名により行われる。 その他、2日目以降に予選敗退者を対象とした「特一般」（2日目）、「一般」、「選抜」、「特選」（3日目以降）が開催される。 |               |               |             |               |
| 優秀 | 初日          | 0002日目000   | 0003日目000 | 最終日        |
| 優秀 |               | DMD（1）      | 準決勝（3） |               |
| 優秀 | 特選予選（3） | 二次予選（6） |             | 00決勝（1）00 |
| 優秀 | 一次予選（9） |               |             |               |
| 敗者戦 | 00-00         | （5）         | （9）       | （11）        |

## 過去の優勝者
全日本競輪王戦および全日本新人王戦の優勝者について記述する。なお第5 - 8回に開催された新人王戦は「新鋭王座」戦として実施。
| 競輪王優勝者 | 競輪王優勝者   | 競輪王優勝者 | 競輪王優勝者 | 新人王優勝者                 | 新人王優勝者                 | 新人王優勝者                 | 新人王優勝者                 |
| 回           | 決勝日         | 氏名         | 府県         | 回                           | 決勝日                       | 氏名                         | 府県                         |
| ------------ | -------------- | ------------ | ------------ | ---------------------------- | ---------------------------- | ---------------------------- | ---------------------------- |
| 1            | 1951年11月26日 | 山本清治     | 大阪         |                              |                              |                              |                              |
| 2            | 1953年11月30日 | 山地正       | 香川         |                              |                              |                              |                              |
| 3            | 1955年11月24日 | 石田雄彦     | 和歌山       |                              |                              |                              |                              |
| 4            | 1958年11月25日 | 戸上守       | 福岡         |                              |                              |                              |                              |
| 5            | 1963年12月2日  | 高原永伍     | 神奈川       | 5                            | 11月26日                     | 高原永伍                     | 神奈川                       |
| 6            | 1964年11月30日 | 高原永伍     | 神奈川       | 6                            | 11月24日                     | 木村実成                     | 群馬                         |
| 7            | 1965年11月29日 | 加藤晶       | 京都         | 7                            | 11月23日                     | 野寺英男                     | 東京                         |
| 8            | 1966年11月28日 | 吉川多喜夫   | 神奈川       | 8                            | 11月21日                     | 松本秀房                     | 熊本                         |
| 9            | 1967年11月27日 | 平間誠記     | 宮城         | 9                            | 11月20日                     | 福島正幸                     | 群馬                         |
| 10           | 1968年11月25日 | 伊藤繁       | 神奈川       | 10                           | 11月18日                     | 藤巻昇                       | 山梨                         |
| 11           | 1969年11月24日 | 高原永伍     | 神奈川       | 11                           | 11月18日                     | 班目秀雄                     | 福島                         |
| 12           | 1970年12月7日  | 福島正幸     | 群馬         | 12                           | 11月30日                     | 荒川秀之助                   | 宮城                         |
| 13           | 1971年11月29日 | 阿部道       | 宮城         | 13                           | 11月23日                     | 山藤浩三                     | 茨城                         |
| 14           | 1972年11月27日 | 班目秀雄     | 福島         | 14                           | 11月20日                     | 藤巻清志                     | 神奈川                       |
| 15           | 1973年12月3日  | 福島正幸     | 群馬         | 15                           | 11月26日                     | 国持一洋                     | 静岡                         |
| 16           | 1974年11月25日 | 福島正幸     | 群馬         | 16                           | 11月18日                     | 渡辺孝夫                     | 大阪                         |
| 17           | 1975年12月1日  | 桜井久昭     | 東京         | 17                           | 11月24日                     | 岩崎誠一                     | 青森                         |
| 18           | 1976年11月29日 | 阿部良二     | 岩手         | 18                           | 11月23日                     | 中野浩一                     | 福岡                         |
| 19           | 1977年11月29日 | 藤巻清志     | 神奈川       | 19                           | 11月21日                     | 菅田順和                     | 宮城                         |
| 20           | 1978年11月27日 | 中野浩一     | 福岡         | 20                           | 11月20日                     | 吉井秀仁                     | 千葉                         |
| 21           | 1979年11月27日 | 吉井秀仁     | 千葉         | 21                           | 11月25日                     | 木村一利                     | 広島                         |
| 22           | 1980年11月25日 | 中野浩一     | 福岡         | 22                           | 11月23日                     | 亀川修一                     | 兵庫                         |
| 23           | 1981年11月24日 | 中野浩一     | 福岡         | 23                           | 11月22日                     | 北村徹                       | 熊本                         |
| 24           | 1982年11月23日 | 井上茂徳     | 佐賀         | 24                           | 11月21日                     | 峰重龍一                     | 岡山                         |
| 25           | 1983年11月23日 | 中野浩一     | 福岡         | 25                           | 11月21日                     | 小磯伸一                     | 福島                         |
| 26           | 1984年11月27日 | 井上茂徳     | 佐賀         | 26                           | 11月25日                     | 小門洋一                     | 神奈川                       |
| 27           | 1985年11月27日 | 井上茂徳     | 佐賀         | 27                           | 11月25日                     | 山田英伸                     | 神奈川                       |
| 28           | 1986年11月25日 | 山口健治     | 東京         | 28                           | 11月25日                     | 俵信之                       | 北海道                       |
| 29           | 1987年11月24日 | 中野浩一     | 福岡         | 29                           | 11月22日                     | 鈴木誠                       | 千葉                         |
| 30           | 1988年11月28日 | 山口健冶     | 東京         | 30                           | 11月26日                     | 長谷部純也                   | 茨城                         |
| 31           | 1989年11月28日 | 波潟和男     | 東京         | 31                           | 11月26日                     | 神山雄一郎                   | 栃木                         |
| 32           | 1990年11月27日 | 滝澤正光     | 千葉         | 32                           | 11月25日                     | 紫原政文                     | 福岡                         |
| 33           | 1991年11月26日 | 小橋正義     | 岡山         | 33                           | 11月24日                     | 高木隆弘                     | 神奈川                       |
| 34           | 1992年11月25日 | 吉岡稔真     | 福岡         | 34                           | 11月23日                     | 児玉広志                     | 香川                         |
| 35           | 1993年11月25日 | 吉岡稔真     | 福岡         | 35                           | 11月23日                     | 澤田義和                     | 兵庫                         |
| 36           | 1994年11月28日 | 吉岡稔真     | 福岡         | 36                           | 11月26日                     | 横田努                       | 熊本                         |
| 37           | 1995年11月27日 | 神山雄一郎   | 栃木         | 37                           | 11月25日                     | 金山栄治                     | 滋賀                         |
| 38           | 1996年11月25日 | 神山雄一郎   | 栃木         | 38                           | 11月23日                     | 太田真一                     | 埼玉                         |
| 39           | 1997年11月26日 | 神山雄一郎   | 栃木         | 39                           | 11月24日                     | 手島慶介                     | 群馬                         |
| 40           | 1998年11月25日 | 加倉正義     | 福岡         | 40                           | 11月23日                     | 齋藤登志信                   | 山形                         |
| 41           | 1999年11月23日 | 小倉竜二     | 徳島         | 41                           | 11月23日                     | 吉村和之                     | 岐阜                         |
| 42           | 2000年11月26日 | 神山雄一郎   | 栃木         | 42                           | 11月26日                     | 加藤慎平                     | 岐阜                         |
| 43           | 2002年1月27日  | 山田裕仁     | 岐阜         | 以降はヤンググランプリに移行 | 以降はヤンググランプリに移行 | 以降はヤンググランプリに移行 | 以降はヤンググランプリに移行 |
| 44           | 2003年1月26日  | 山田裕仁     | 岐阜         |                              |                              |                              |                              |
| 45           | 2004年1月25日  | 小橋正義     | 新潟         |                              |                              |                              |                              |
| 46           | 2005年1月30日  | 後閑信一     | 群馬         |                              |                              |                              |                              |
| 47           | 2006年1月29日  | 小倉竜二     | 徳島         |                              |                              |                              |                              |
| 48           | 2007年1月28日  | 山崎芳仁     | 福島         |                              |                              |                              |                              |
| 49           | 2008年1月27日  | 井上昌己     | 長崎         |                              |                              |                              |                              |
| 50           | 2009年1月25日  | 山崎芳仁     | 福島         |                              |                              |                              |                              |
| 51           | 2009年11月23日 | 平原康多     | 埼玉         |                              |                              |                              |                              |
| 52           | 2010年12月5日  | 海老根恵太   | 千葉         |                              |                              |                              |                              |
| 53           | 2011年12月4日  | 長塚智広     | 茨城         |                              |                              |                              |                              |
| 54           | 2012年12月2日  | 武田豊樹     | 茨城         |                              |                              |                              |                              |
| 55           | 2013年12月1日  | 金子貴志     | 愛知         |                              |                              |                              |                              |
| 56           | 2014年11月24日 | 平原康多     | 埼玉         |                              |                              |                              |                              |
| 57           | 2015年11月23日 | 武田豊樹     | 茨城         |                              |                              |                              |                              |
| 58           | 2016年11月27日 | 平原康多     | 埼玉         |                              |                              |                              |                              |
| 59           | 2017年11月26日 | 新田祐大     | 福島         |                              |                              |                              |                              |
| 60           | 2018年11月25日 | 浅井康太     | 三重         |                              |                              |                              |                              |
| 61           | 2019年11月24日 | 松浦悠士     | 広島         |                              |                              |                              |                              |
| 62           | 2020年11月23日 | 郡司浩平     | 神奈川       |                              |                              |                              |                              |
| 63           | 2021年11月23日 | 吉田拓矢     | 茨城         |                              |                              |                              |                              |
| 64           | 2022年11月27日 | 新山響平     | 青森         |                              |                              |                              |                              |
| 65           | 2023年11月26日 | 眞杉匠       | 栃木         |                              |                              |                              |                              |
| 66           | 2024年11月24日 | 脇本雄太     | 福井         |                              |                              |                              |                              |

### 女子優勝者
- 2023年開始の競輪祭女子王座戦については当該記事を参照。

| 回 | 競輪王決勝日   | 優勝者     | 府県 |
| -- | -------------- | ---------- | ---- |
| 1  | 1951年11月26日 | 木本登美子 | 大阪 |
| 2  | 1953年11月30日 | 立川玉子   | 岡山 |
| 3  | 1955年11月24日 | 田中和子   | 奈良 |

## 今後の開催予定
小倉競輪場（北九州メディアドーム）にて開催
- 第67回 - 2025年 11月19日 - 24日
- 第68回 - 2026年 11月18日 - 23日

## エピソード
- 第65回（2023年）までで、完全優勝（予選・準決勝とも全て1着）達成者は、12名。うち高原永伍、福島正幸、井上茂徳は2回、さらに高原永伍と福島正幸は2年連続[23]。4日間制で行われた第41回から第59回までの間では達成者はいなかった。
  - 山本清治（第1回）、山地正（第2回）、高原永伍（第5回・第6回）、加藤晶（第7回）、平間誠記（第9回）、阿部道（第13回）、福島正幸（第15回・第16回）、阿部良二（第18回）、中野浩一（第23回）、井上茂徳（第24回・第26回）、波潟和男（第31回）、神山雄一郎（第37回）
- 第66回（2024年）までで優勝者は、都道府県別での最多は地元・福岡県の10回（中野浩一が5回、吉岡稔真が3回、戸上守と加倉正義が1回ずつ）、地区別での最多は関東の21回。一方、地区別での最少は中国の2回で、それに次ぐのは四国の3回、近畿と中部の4回。ただ、特に近畿は第66回で脇本雄太が優勝するまで第7回の加藤晶（1965年）から優勝者が出ておらず、脇本は近畿勢としては59年ぶりの優勝となった。
- 大会連続出場記録保持者は、神山雄一郎で29回（第35回 - 第63回）[24]。
- ナイター開催に移行した第60回から、開催期間中は『朝から夜中まで』競輪三昧で楽しめるよう、開催スケジュールが調整されている。まずはモーニング競輪のあと、日中開催の『KEIRINフェスティバル』（10レース制[注 10]）を1〜3場所、そしてナイターの競輪祭が終了直後からミッドナイト競輪を1〜2場所開催するプログラムとなっている[25]。

## 決勝戦テレビ中継
- 決勝戦のテレビ中継は、主催者に朝日新聞社が含まれていることから、2009年 - 2012年（第54回）は九州朝日放送の制作により、自転車を題材にした特番ドキュメンタリーに内包する形[注 11]でテレビ朝日系列の放送局のうち一部地域にて放送されたが、テレビ朝日系列局が所在しても同地域内の独立放送局や他系列局での放送となることがあった[注 12]（これまではTBS系列（ - 1977年まで）、テレビ西日本（1978年 - 1990年まで）、TXN九州→TVQ九州（1991年 - ）発で放送されたが、一部でネットされない局などもあった）。

- 2013年（第55回）以降は、地上波中継が無かった2015年[注 13]（第57回）を除いてテレビ東京系列で中継されており、ナイター開催となった2018年（第60回）以降も同じくテレビ東京系列でゴールデンタイムである20:00 - 20:50[注 14]の放送枠で生中継されている（司会は毎年変わる）[26][27][28]。昼間からの時期も含めて中継枠はJKAの単独提供。

- 2021年（第63回）～2023年（第65回）は、同様にテレ東系列『デカ盛りハンター』をベースに、中継枠より前の『デカ盛りハンター』に続けて、中継枠『デカ盛りドリームマッチ』（競輪選手や関係者を交えた大食い対抗戦企画）が放送され、収録のバラエティパートの中間で決勝戦中継、及びエンディングで優勝インタビューの模様を放送するフォーマットとなっている。なお、2024年（第66回）は4年ぶりに別番組「世界中から厳選！奇跡の瞬間アワード」とコラボしての中継となった。